# Josephine Eder

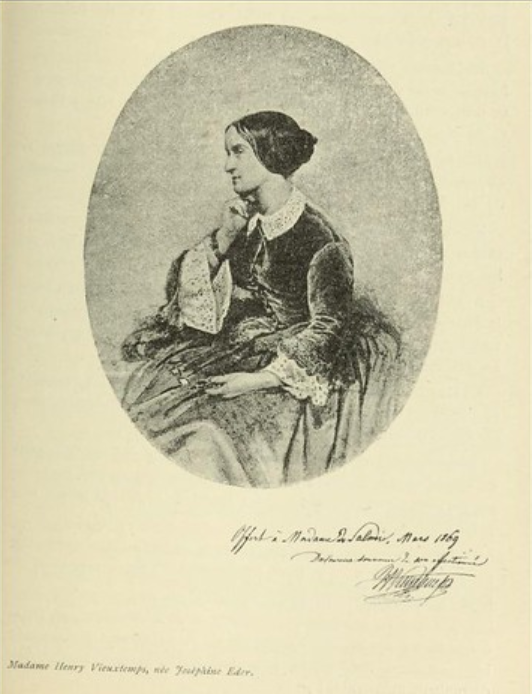
Josephine Eder-Vieuxtemps (J.-Théodore Radoux: Henry Vieuxtemps. Sa vie, ses œuvres, Liège ²1895, S. 88)

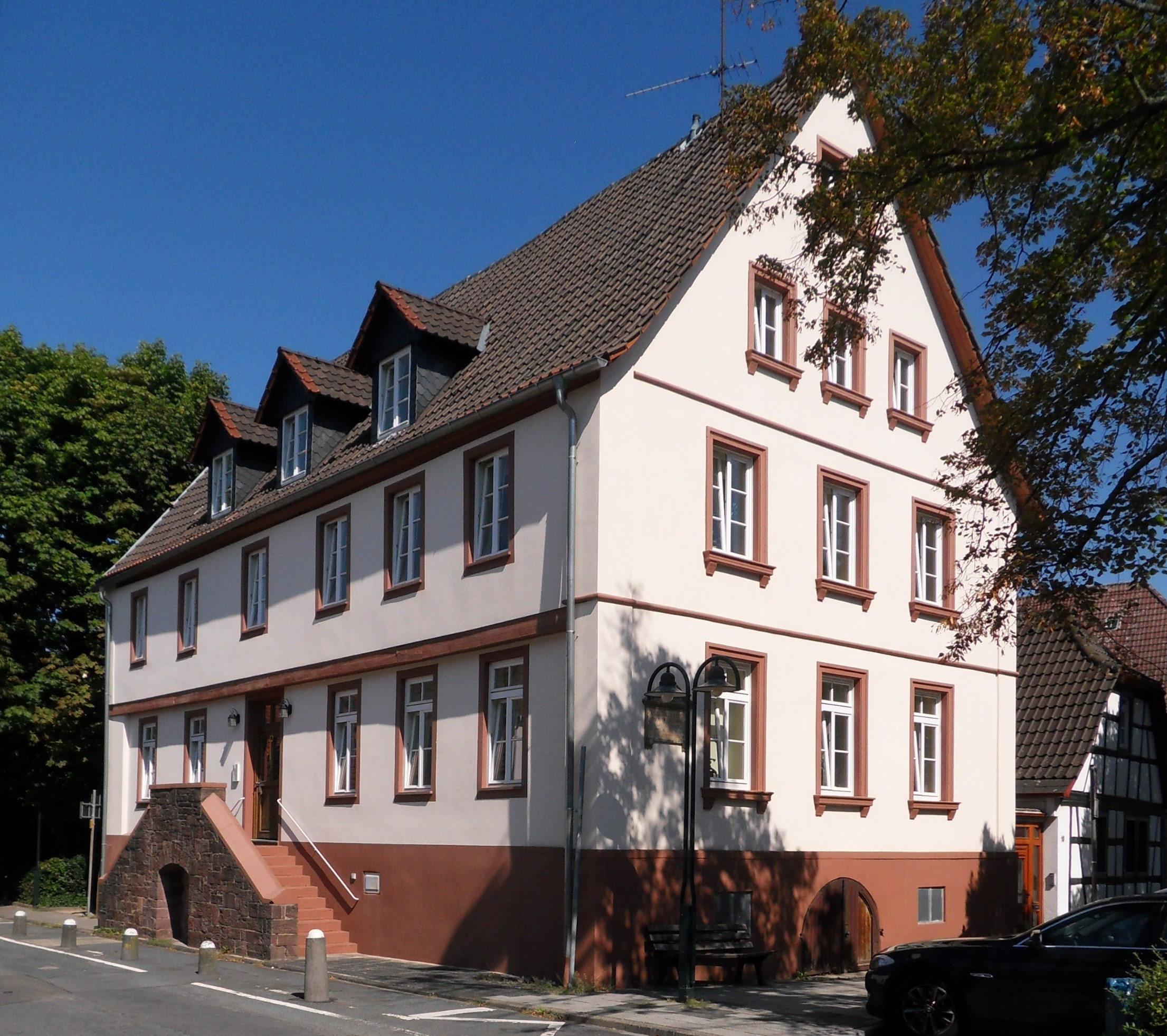
Wohnhaus in der Taunusstraße 1 in Dreieichenhain

Josephine Eder, auch Joséphine Eder-Vieuxtemps (* 15. Dezember 1815 in Wien; † 20. Juni 1868 in La Celle-Saint-Cloud) war eine österreichische Pianistin und Konzertorganisatorin.

## Leben und Wirken
Josephine Eder war die Tochter des Pianisten und Komponisten Philipp Eder. Schon früh erhielt sie Klavierunterricht bei Carl Czerny und wurde außerdem von Simon Sechter in Harmonielehre unterrichtet. Bereits im Alter von 13 Jahren debütierte sie als Solistin in Wien.
1833 unternahm sie in Begleitung ihrer Mutter eine Tournee mit Auftritten unter anderem in Prag, Berlin, Dresden, Leipzig, Frankfurt am Main, München und Stuttgart sowie in weiteren Städten in Österreich, Ungarn und Deutschland unter Beifall sowohl des Publikums als auch der Kritiker, die ihr eine große Karriere prophezeiten. Bei einem ihrer Konzerte spielte sie in Leipzig gemeinsam mit Clara Wieck Variationen für zwei Klaviere des Komponisten Jan Václav Voříšek. Auf dieser Konzertreise trat sie auch gemeinsam mit Wilhelm Taubert sowie in Stuttgart mit ihrem späteren Ehemann, dem Geiger Henri Vieuxtemps, auf.
Ihre im Jahr 1835 mit dem Bankier und Archäologen Isidor Löwenstein (1806–1856) geschlossene Ehe wurde nach kurzer Zeit geschieden. Nachdem Eder bereits während der Ehe nicht mehr konzertiert hatte, zog sie sich nach der Scheidung aus der Öffentlichkeit zurück und übersiedelte 1843 nach Kassel. Nach einer gemeinsamen Tournee nach Mexiko 1843/1844 heiratete sie Henri Vieuxtemps Ende des Jahres 1844. Nach der Hochzeit trat sie nur noch sporadisch als Solistin auf. Sie begleitete ihren Mann auf Konzertreisen, kümmerte sich um die Organisation seiner Konzerte, studierte mit ihm neue Werke ein und begleitete ihn bei seinen Konzerten als Pianistin. In der Ehe wurden vier Kinder geboren, die Sängerin Julie (1846–1882) und der Ingenieur Maximilien (1847–1926), zwei weitere Kinder starben früh.
Von 1846 bis 1852 verbrachte die Familie in Sankt Petersburg, wo Henri Vieuxtemps als Professor und Geiger am Zarenhof wirkte. Josephine Eder-Vieuxtemps musizierte in dieser Zeit gemeinsam mit ihrem Mann und dem Cellisten Johann Gross als Trio. Nach der Rückkehr nach Deutschland lebten sie zunächst in Dreieichenhain bei Frankfurt am Main. In den Jahren 1857/1858 begleitete sie ihren Mann auf einer Tournee in die USA, wobei Eder den Rezensionen zufolge aber nicht öffentlich auftrat. Von 1864 an lebte die Familie in Frankfurt am Main, bevor im Jahr 1866 wegen der politischen Spannungen zwischen Deutschland und Frankreich eine Übersiedelung nach Paris erfolgte.
Josephine Eder-Vieuxtemps starb am 20. Juni 1868 an der Cholera.